# Osiedle Wilkowice
Osiedle Wilkowice (niem. Georgendorf) – niestandaryzowana nazwa przysiółka wsi Wilkowice, w gminie Zbrosławice, powiecie tarnogórskim i województwie śląskim.
Osiedle Wilkowice znajduje się w zachodniej części Wilkowic, stanowiąc odrębną część miejscowości, wzdłuż ulicy Czecha, przy granicy z Księżym Lasem. Najdalej na zachód wysunięta część Osiedla Wilkowice, u wylotu ulicy Czecha w ulicę Księżoleśną, stanowi skupisko osadnicze o nazwie Hebzie (niem. Friedrichshof). Należy do parafii Wniebowzięcia NMP w Zbrosławicach.
Kolonia założona w 1777 r. przez von Kalinowskiego. Dawniej Georgendorf był samodzielną gminą jednostkową w powiecie bytomskim na Górnym Śląsku. Po podziale powiatu bytomskiego w 1873 roku znalazł się w powiecie tarnogórskim,  liczącą 1 grudnia 1871 roku 118 mieszkańców. W 1885 roku gmina Georgendorf liczyła już zaledwie 28 mieszkańców i już przed 1908 została włączona do gminy Wieszowa. Po podziale powiatu bytomskiego w 1922 roku granicą państwową, pozostały przy Niemczech, wchodząc najpierw w skład szczątkowego powiatu tarnogórskiego (Restkreis Tarnowitz), a od 1 stycznia 1927 w skład powiatu Beuthen-Tarnowitz. Podczas II wojny światowej, pod administracją III Rzeszy, w składzie gminy Broslawitz (później pod nazwą Dramatal). Od 1945 w Polsce (gmina Zbrosławice).